# 16783 Bychkov
16783 Bychkov este un asteroid din centura principală de asteroizi.

## Descriere
16783 Bychkov este un asteroid din centura principală de asteroizi. A fost descoperit pe 14 decembrie 1996 la Goodricke-Pigott de Roy A. Tucker. Asteroidul prezintă o orbită caracterizată de o semiaxă mare de 2,63 ua, o excentricitate de 0,17 și o înclinație de 13,7° în raport cu ecliptica.